# 소니 픽처스 애니메이션
소니 픽처스 애니메이션(영어: Sony Pictures Animation)은 2002년에 설립된 소니 픽처스 엔터테인먼트의 자회사이다. 시각 효과 및 CG에 의한 캐릭터 애니메이션 전문회사인 소니 픽처스 이미지워크스를 통해 컴퓨터 그래픽을 이용한 애니메이션을 제작하고 있다.

## 주요 작품 목록

### 장편 애니메이션 (개봉)
| #  | 제목                              | 개봉일 (북미기준) |
| -- | --------------------------------- | ----------------- |
| 1  | 부그와 엘리엇                     | 2006.9.29         |
| 2  | 서핑 업                           | 2007.6.8          |
| 3  | 하늘에서 음식이 내린다면          | 2009.9.18         |
| 4  | 개구쟁이 스머프 (영화)            | 2011.7.29         |
| 5  | 아더 크리스마스                   | 2011.11.23        |
| 6  | 허당 해적단                       | 2012.4.27         |
| 7  | 몬스터 호텔                       | 2012.9.28         |
| 8  | 개구쟁이 스머프 2                 | 2013.7.31         |
| 9  | 하늘에서 음식이 내린다면 2        | 2013.9.27         |
| 10 | 몬스터 호텔 2                     | 2015.9.25         |
| 11 | 구스범스 (영화)                   | 2015.10.16        |
| 12 | 이모지 무비                       | 2017.4.7          |
| 13 | 스머프: 비밀의 숲                 | 2017.7.28         |
| 14 | 더 스타 (2017년 영화)             | 2017.11.10        |
| 15 | 피터 래빗 (영화)                  | 2018              |
| 16 | 몬스터 호텔 3                     | 2018              |
| 17 | 구스범스: 몬스터의 역습           | 2018              |
| 18 | 스파이더맨: 뉴 유니버스           | 2018              |
| 19 | 앵그리 버드 2: 독수리 왕국의 침공 | 2019              |
| 20 | 미첼 가족과 기계 전쟁             | 2020              |
| 21 | 위시 드래곤                       | 2020              |
| 22 | 비보의 살아있는 모험              | 2021              |
| 23 | 몬스터 호텔 4: 뒤바뀐 세계        | 2021              |

### 장편 애니메이션 (개봉 예정)
| 제목                                           | 개봉일 (북미기준) |
| ---------------------------------------------- | ----------------- |
| 스파이더맨: 어크로스 더 스파이더버스 (파트 원) | 2022              |
| 스파이더맨: 어크로스 더 스파이더버스 (파트 원) | 2023              |

### 비디오용 영화
| 제목            | 개봉일 (북미기준) |
| --------------- | ----------------- |
| 부그와 엘리엇 2 | 2009.1.27         |
| 부그와 엘리엇 3 | 2011.1.25         |
| 부그와 엘리엇 4 | 2016.3.25         |
| 부그와 엘리엇 2 | 2017.1.17         |

## 같이 보기
- 소니 픽처스 이미지워크스
- 스크린 젬스
- 소니 픽처스의 장편 애니메이션 영화 목록